# Cương
Chi Đưng hay chi Cương (danh pháp khoa học: Scleria) là một chi thực vật có hoa thuộc họ cói, Cyperaceae. Thân thô và khá cao, gốc ba cạnh và rậm lá, đôi khi có cánh ở các góc. Scleria có ở hầu hết các khu vực ẩm ướt và đôi khi cũng mọc ở những nơi khô, mát trong rừng.
Chi có các loài sau (danh sách này có thể chưa đầy đủ - có khoảng 16 loài có ở Malaysia):
- Scleria afroreflexa Lye
- Scleria bancana  - đưng lông, cương lông, cói ba gân hoa đặc
- Scleria laevis  - đưng láng, cương láng, cói ba gân quả lông
- Scleria lithosperma (L.) Sw. - đưng hạt cứng
- Scleria sumatrensis Retz. - đưng Sumatra, cói ba gân[1]
- Scleria terrestris - đưng đất, cương đất

## Hình ảnh

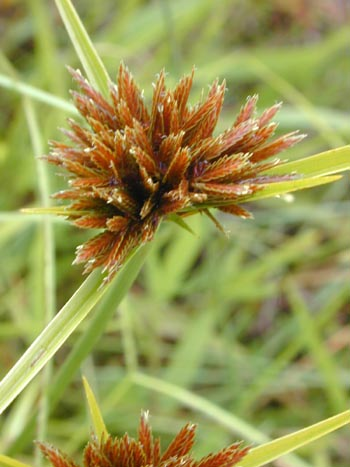